# Lačna Gora
Lačna Gora is een plaats in Slovenië en maakt deel uit van de gemeente Oplotnica in de NUTS-3-regio Podravska. De plaats telde 170 inwoners op 1 januari 2020.